# Barbara Hesse-Bukowska
Barbara Stella Hesse-Bukowska (Łódź, 8 de febrero de 1930 – Varsovia, 9 de diciembre de 2013) fue un pianista y compositora polaca. 

## Biografía
Provenía de una gran estirpe de músicos. Su padre era violinista y director de orquesta, su madre era pianista y profesora y su abuelo era afinador de pianos. Su madre fue su primer profesora. También serían alumnos suyos Czesław Aniołkiewicz o Maria Glińska-Wąsowska. Se graduó en la Universidad de Música Fryderyk Chopin de Varsovia en junio de 1949. Ese mismo año, participó en la primera edición de postguerra del Concurso Internacional de Piano Fryderyk Chopin, donde ganó el segundo premio. Cinco años después, se fue a París, donde prosiguió sus estudios con Arthur Rubinstein. Posteriormente emprendió una carrera de conciertos intercontinental, que combinó con la enseñanza en la Escuela Superior de Música de Wroclaw. En 1972, Hesse-Bukowska se convirtió en profesora en la Academia de Música Fryderyk Chopin.
Entre sus honores y premios se incluyen la Cruz del Mérito (1955) y la Orden de la Bandera del Trabajo de segunda clase (1959) y de primera clase (1984). Fuera de Polonia, en 1962, fue galardonada con el Premio de Música Internacional Harriet Cohen.